# Alexandru Grigore Suțu
Alexandru Grigore Suțu (Soutzo) (n. 27 martie 1837 la Iași – d. 24 august 1895 la Iași) a fost fiul beizadelei Grigore Alexandru Suțu (fratele economistului Nicolae Suțu) și al Ecaterinei Mihai Mavrogheni, deci nepot de fiu al domnitorului Alexandru Nicolae Suțu. Alexandru Grigore Suțu a fost de asemeni vărul profesorului doctor alienist Alexandru A. Suțu.
A fost căsătorit prima dată cu Catinca Bogdan, fiica Marelui Vornic Emanoil Bogdan, și a doua oară cu Lucia Miclescu, fiica Marelui Vornic Alexandru Miclescu, cu care a avut cinci copii, printre care publicistul Rudolf Suțu.

## Viața
Alexandru Grigore Suțu a fost doctor în Filosofie și în Drept la Paris (1861), absolvent al Facultății de Litere din Atena (1865), profesor de limba și literatura franceză și greacă la Liceul Național din Iași și la Academia Mihăileană, publicist și traducător, prozator, membru al Societății literare Junimea (1879), membru al Societății științifice și literare din Iași, unul dintre fondatorii Jockey Clubului din Iași (1875), președintele Comitetului Teatrului Național din Iași, președintele Societății Amicii Artei din Iași, președintele Societății Dramatice din Iași, membrul fondator (împreună cu A. D. Xenopol și Grigore Cobălcescu) al revistei ieșene Arhiva (1889), profesorul lui Nicolae Iorga, Mihail Sadoveanu, Mihai Codreanu etc., protectorul poetului național Mihail Eminescu, pianist, conferențiar, pictor și desenator.
A fost înmormântat în Cimitirul Eternitatea din Iași.

## Opera
- traducerea Istoriei lui Herodot din Halicarnas - Cartea a IV-a (1879)
- traducerea Cronicii grecești a lui Nicolae Chiparissa din 1716
- Cuibul cocoveicilor (1880)
- Geniul și talentul în artă (1881)
- Istoria limbii și literaturii franceze (1881, 1887)
- Studiu asupra bisericii Trei Ierarhi din Iași (1884)
- Studiu asupra romanului realist în zilele noastre (1884)
- Cei de pe urma osândiți la moarte (1885)
- Ultimul cuvânt asupra dramei de la Queretaro (1892)
- Studiu critic asupra piesei Les Ménechmes a lui Regnard si traducerii ei moldovenești (1892)
- traducerea Poesiilor lui Eminescu în franceză (ediție postumă 1911)[1][2]

„ Mihail Eminescu este incontestabil cel mai mare poet român. S-a încercat de mai multe ori să fie tradus, și dacă adagiul italian traduttor-tradittor este adevărat, el se aplică cu precădere lui Eminescu, limba în care acesta a modelat conținutul sufletului său fiind una dintre cele mai colorate și mai armonioase. Regretatul meu coleg și prieten, profesorul Alexandru Suțu, profund cunoscător al limbilor română și franceză și având o înaltă cultură clasică, a tradus în franceză cele câteva poesii cuprinse în aceste pagini. Cel care le va citi va regreta cu siguranță că fericitul interpret al marelui poet român nu și-a continuat misiunea.”—A. D. Xenopol